# Скотт, Маргарет
Ма́ргарет Скотт (англ. Margaret Scott) — шотландская кёрлингистка.
В составе женской команды Шотландии участница двух чемпионатов мира среди женщин (лучший результат — седьмое место в 1989). Двукратная чемпионка Шотландии среди женщин. В составе женской ветеранской команды Шотландии участница чемпионата мира среди ветеранов 2011 (заняли пятое место).
Играет в основном на позиции третьего.

## Достижения
- Чемпионат Шотландии по кёрлингу среди женщин: золото (1988, 1989).
- Чемпионат Шотландии по кёрлингу среди ветеранов: золото (2011).[2]

## Команды
| Сезон   | Четвёртый       | Третий         | Второй        | Первый        | Запасной                                 | Турниры                       |
| ------- | --------------- | -------------- | ------------- | ------------- | ---------------------------------------- | ----------------------------- |
| 1987—88 | Кристин Эллисон | Маргарет Скотт | Кимми Браун   | Шина Драмми   |                                          | ЧШЖ 1988 · ЧМ 1988 (9 место)  |
| 1988—89 | Кристин Эллисон | Маргарет Скотт | Кимми Браун   | Кэрол Доусон  |                                          | ЧШЖ 1989 · ЧМ 1989 (7 место)  |
| 2010—11 | Linda Young     | Маргарет Скотт | Hazel Swankie | Fiona DeVries | Liz Horton (ЧМВ) тренер: Уилли Янг (ЧМВ) | ЧШВ 2011 · ЧМВ 2011 (5 место) |

(скипы выделены полужирным шрифтом)